# Kakemphaton
Le kakemphaton (du grec ancien : κακέμφατος / kakémphatos, « malsonnant ») est une phrase que l'on peut entendre de plusieurs façons homophones mais qui, formant un sens différent, peut être synonyme de calembour. Le kakemphaton est parfois volontaire, parfois involontaire (un kakemphaton peut souvent survenir lorsque les mots ne sont pas séparés lors de l'éloquence).

## Exemples

### Littérature
- « Vous me connaissez mal : la même ardeur me brûle / Et le désir s'accroît quand l'effet se recule » : Et le désir s'accroît quand les fesses reculent - Corneille, Polyeucte
- « Et ma blême araignée, ogre illogique et las » : Aimable aime à régner au gris logis qu'elle a.
- « Je suis romaine, hélas, puisque mon époux l'est » : Ménélas, poulet  - Corneille, Horace
- « Son crâne était ouvert comme un bois qui se fend. » : Son crâne était tout vert - Victor Hugo, « Souvenir de la nuit du 4 », Les Châtiments
- « Vierge non encor née, en qui tout doit renaître » : Vierge non encornée - Jean-Baptiste Rousseau, « Ode à la postérité », Odes, livre IV, ode X
- « Car ce n'est pas régner qu'être deux à régner » : araignées - Corneille, La Mort de Pompée
- « Je sortirai du camp, mais quel que soit mon sort / J'aurai montré, du moins, comme un vieillard en sort » : un vieil hareng saur - Adolphe Dumas, Le Camp des croisés[2]
- « L'amour a vaincu Loth » : vingt culottes - Simon-Joseph Pellegrin, Loth
- « Un homme tout nu marchait / L'habit à la main » : La bite à la main - Boris Vian, Un homme tout nu marchait
- « C’est assez, dit la baleine, je me cache à l’eau car j’ai le dos fin » : Cétacé dit la baleine, je me cachalot car j’ai le dauphin - Locution couramment utilisée comme moyen mnémotechnique destinée à retenir les noms des cétacés

### Chanson
- La chanson Le Tube de toilette de Boby Lapointe est entièrement écrite en kakemphatons. À chaque vers, la voix principale chante le texte puis une seconde voix explicite le kakemphaton.
- « Dans les coups durs, reste fier, sois-en sûr ; si tu as du courage, tu ne tomberas pas » : sois en sursis - Tragédie, Bye Bye
- « Je t'attendrai, à la porte du garage » : Je tâte André - Charles Trenet, À la porte du garage
- « Je suis l'époux de la Reine, poux de la Reine, poux de la Reine... » - Jacques Offenbach, La Belle Hélène, Acte 1, couplet des Rois
- « Je me suis pris la gorge / J’ai serré, j’ai serré / J’essaierai d’être meilleur ou pire à l’avenir » - Gérard Manset, Le Paradis Terrestre
- Le chanteur Renaud a pour habitude d'insérer des kakemphatons dans ses chansons, comme dans son titre Sans dec' issu de l'album Ma gonzesse. " Les mecs qui disent que je suis né sur un camion citerne (...) le camion en fait Il était pas si terne que ça " ou bien " Le jour de notre naissance deux scarabées sont morts, dés qu'un enfant rentre dans la vie, un vieillard en sort (vieil hareng saur) ".

### Cinéma
- « J'ai tout fait pour maigrir » : J'étouffais pour m'aigrir - Marc Goldstein[Où ?]
- Le film de Mehdi Charef intitulé Le Thé au harem d'Archimède peut s'entendre tel que Théorème d'Archimède.

### Anecdotes
Lors de la première guerre mondiale, le poète Guillaume Apollinaire avait apposé sur la casemate de fortune qu'il partageait avec ses frères d'armes un écriteau où était écrit "Les Cénobites tranquilles". Ce kakemphaton pouvait être aussi lu de manière plus grivoise : Laissez nos...
Ce terme se prête à de nombreuses variantes tout aussi graveleuses et salaces.